# Therése Nguyen
Therése Nguyen es una deportista suiza que compitió en judo. Ganó dos medallas de bronce en el Campeonato Europeo de Judo, en los años 1978 y 1980.

## Palmarés internacional
| Campeonato Europeo | Campeonato Europeo | Campeonato Europeo | Campeonato Europeo |
| Año                | Lugar              | Medalla            | Categoría          |
| ------------------ | ------------------ | ------------------ | ------------------ |
| 1978               | Colonia (RFA)      | Medalla de bronce  | –52 kg             |
| 1980               | Údine (Italia)     | Medalla de bronce  | –56 kg             |